# Live at Hammersmith '79
| Recensione | Giudizio |
| ---------- | -------- |
| AllMusic   | [ 1 ]    |

Live at Hammersmith '79 è un album live di Ted Nugent, pubblicato l'11 marzo del 1997 per l'etichetta discografica Sony Records.

## Tracce
1. Stormtroopin' (Nugent) 5:57
2. Just What the Doctor Ordered (Nugent) 4:57
3. Free-For-All (Nugent) 8:17
4. Cat Scratch Fever (Nugent) 5:52
5. Need You Bad (Nugent) 4:08
6. Paralyzed (Nugent)	5:17
7. Wang Dang Sweet Poontang (Nugent) 5:03
8. Stranglehold (Nugent) 3:19
9. Motor City Madhouse (Nugent) 8:05
10. Gonzo (Nugent) 10:29

## Formazione
- Ted Nugent - voce, chitarra, percussioni
- Charlie Huhn - chitarra, voce
- Cliff Davies - batteria, cori
- Dave Kiswiney - basso
- Steve McRay - tastiere
- Tom Werman - percussioni